# エドウィン・L・メカム
エドウィン・リアード・メカム（Edwin Leard Mechem, 1912年7月2日 - 2002年11月27日）は、アメリカ合衆国の政治家。15・17・19代目ニューメキシコ州知事、1962年から1964年までニューメキシコ選出アメリカ合衆国上院議員であった。

## 経歴
1912年7月2日にニューメキシコ州アラモゴードで誕生し、アラモゴードとラスクルーセスの学校に入学した。その後1930年から1931年・1935年にニューメキシコA&M大学（現在のニューメキシコ州立大学）で学んだ。1932年から1935年までラスクルーセスで合衆国開墾局の測量師として働いた。その後大学の履修単位をアーカンソー大学フェイエットビル校に移して、1939年に法学部を卒業した。彼はニューメキシコ州の弁護士試験に合格し、同年にラスクルーセスで、後にアルバカーキで開業した。1942年から1945年までFBIの捜査官・1947年から1948年までニューメキシコ州下院の議員を務めた。
1956年から1957年まで政府安全委員会の委員とアメリカ法律協会のメンバーを経て、1962年11月に長期に渡って務めた上院議員のデニス・チャベスが死亡した時、メカムはアメリカ合衆国上院に任命された。1964年11月までアメリカ合衆国上院で務め、その後は再選に落選して弁護士業を再開した。彼はニューメキシコ行政府再編成委員会とニューメキシコ州警察委員会のメンバーだった。
1964年公民権法に反対票を投じたが、1970年から2002年までアメリカ合衆国ニューメキシコ地区地方裁判所の連邦判事を務めた。彼は別のニューメキシコ州知事のメリット・C・メカム（Merritt C. Mechem）の親戚で、メリットは彼の叔父であった。彼の父親のエドウィン・メカム・シニアは、ラスクルーセスの判事であった。
2002年11月27日に亡くなった。90歳であった。
| 公職                         | 公職                                                                 | 公職                        |
| ---------------------------- | -------------------------------------------------------------------- | --------------------------- |
| 先代 トーマス・J・メーブリー | ニューメキシコ州知事 1951年1月1日 - 1955年1月1日                     | 次代 ジョン・F・シムズ      |
| 先代 ジョン・F・シムズ       | ニューメキシコ州知事 1957年1月1日 - 1959年1月1日                     | 次代 ジョン・バローズ       |
| 先代 ジョン・バローズ        | ニューメキシコ州知事 1961年1月1日 - 1962年11月30日                   | 次代 トム・ボラック         |
| 議会                         |                                                                      |                             |
| 先代 デニス・チャベス        | ニューメキシコ州選出上院議員（第1部） 1962年11月30日 - 1964年11月3日 | 次代 ジョーゼフ・モントーヤ |